# East Newnan
East Newnan – jednostka osadnicza w Stanach Zjednoczonych, w stanie Georgia, w hrabstwie Coweta.